# Éa (nymphe)
Pour les articles homonymes, voir EA.
Éa est une nymphe de la mythologie grecque.

## Mythe
Selon Flaccus, Phasis, dieu de la rivière du même nom (aujourd'hui Rioni en Géorgie), tenta un jour d'enlever la nymphe Éa qui demanda l'aide des dieux pour lui échapper, ceux-ci la transformant alors en île.